# Campingbåt

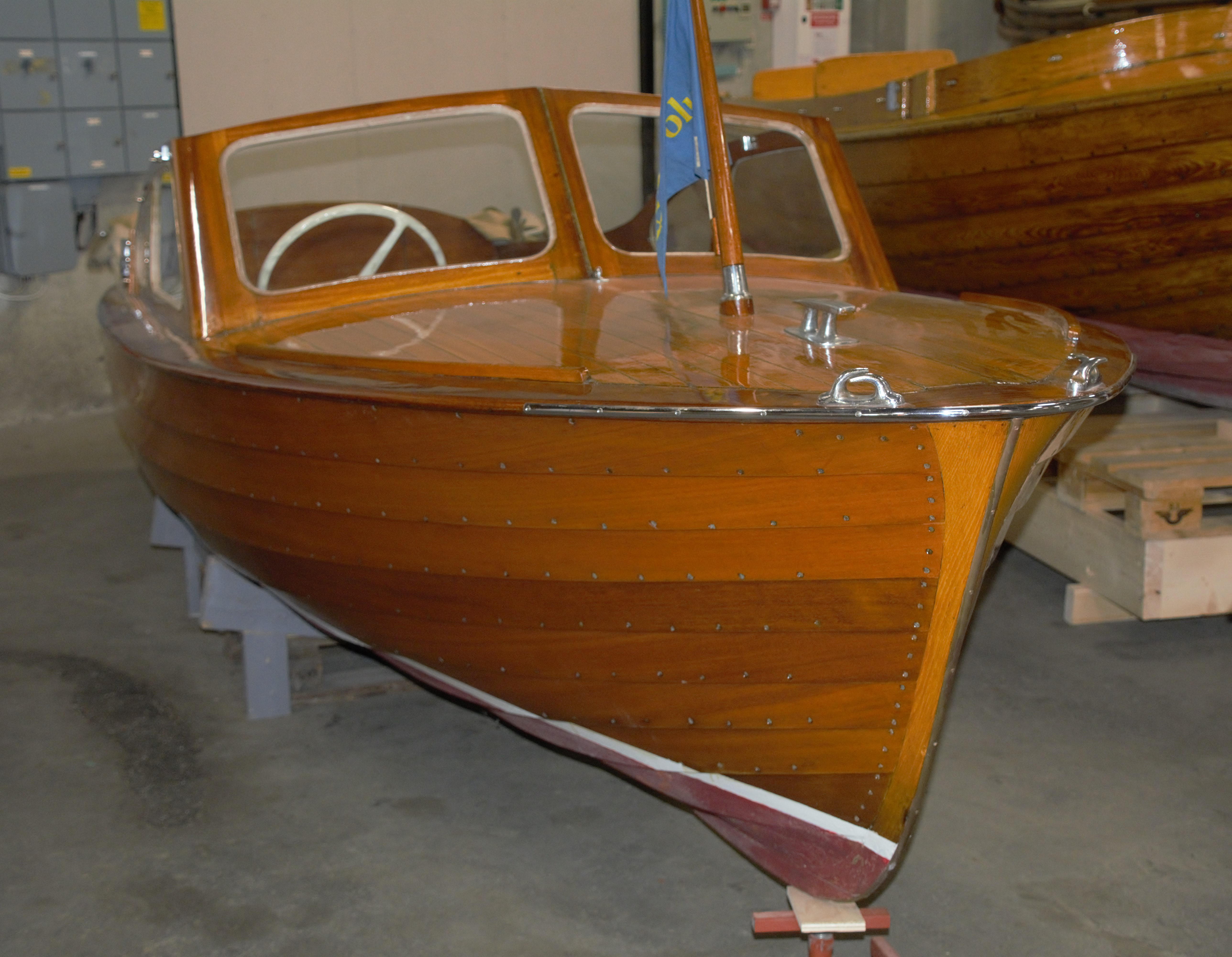
Campingbåt från 1958, byggd för Electrolux AB. Mahogny och oregonpine. 5,12 meter lång och 1,72 meter bred.

Campingbåt, eller daycruiser, är en typ av fritidsbåt som tillverkades från 1930-talet till 1960-talet. Campingbåtar är öppna båtar med fördäck, vindruta, ratt och utombordsmotor. Längden är vanligen mellan fem och sex meter. Båtarna var byggda i trä, utom de senare båtarna, som gjordes i plast.
C G Pettersson ritade 1929 en mindre båt avsedd för utombordsmotor och Ruben Östlund 1932 en "camping- och fiskebåt för utombordsmotorer". Andra tidiga svenska båtkonstruktörer av denna båttyp var Olle Enderlein och Lage Eklund.
Campingbåt var den första typen av serietillverkade fritidsbåtar i Norden. Stora serier ledde till ett pris som gjorde dem överkomliga för "vanligt folk", till skillnad från tidigare fritidsbåtar. Till de stora svenska säljarna och tillverkarna hörde AB Gösta Berg, Electrolux AB och Storebro-varvet.

## Bildgalleri

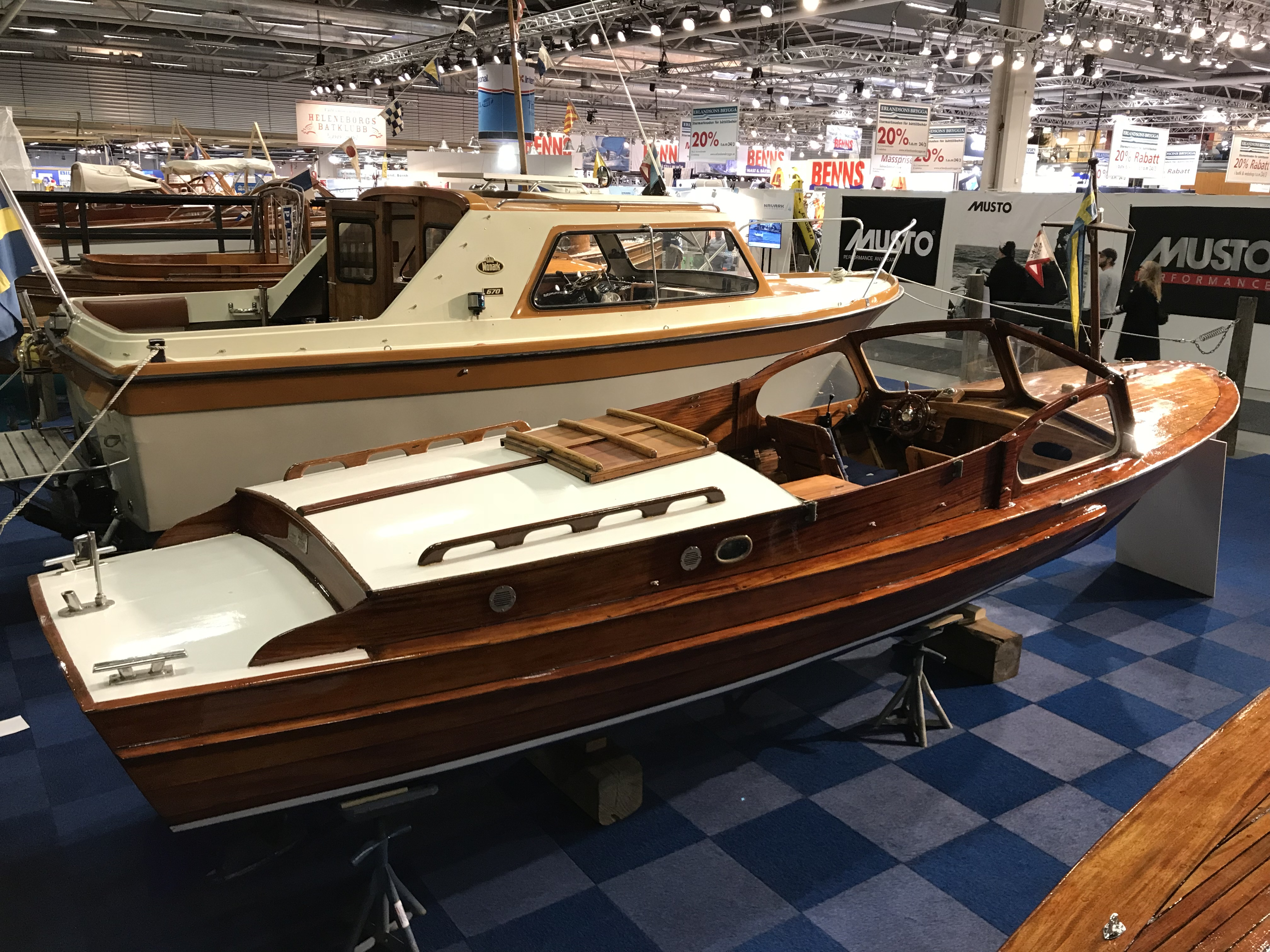
Campingbåten M/Y Drott från 1954 i Heleneborgs båtklubbs monter på båtmässan Allt för sjön i mars 2019.
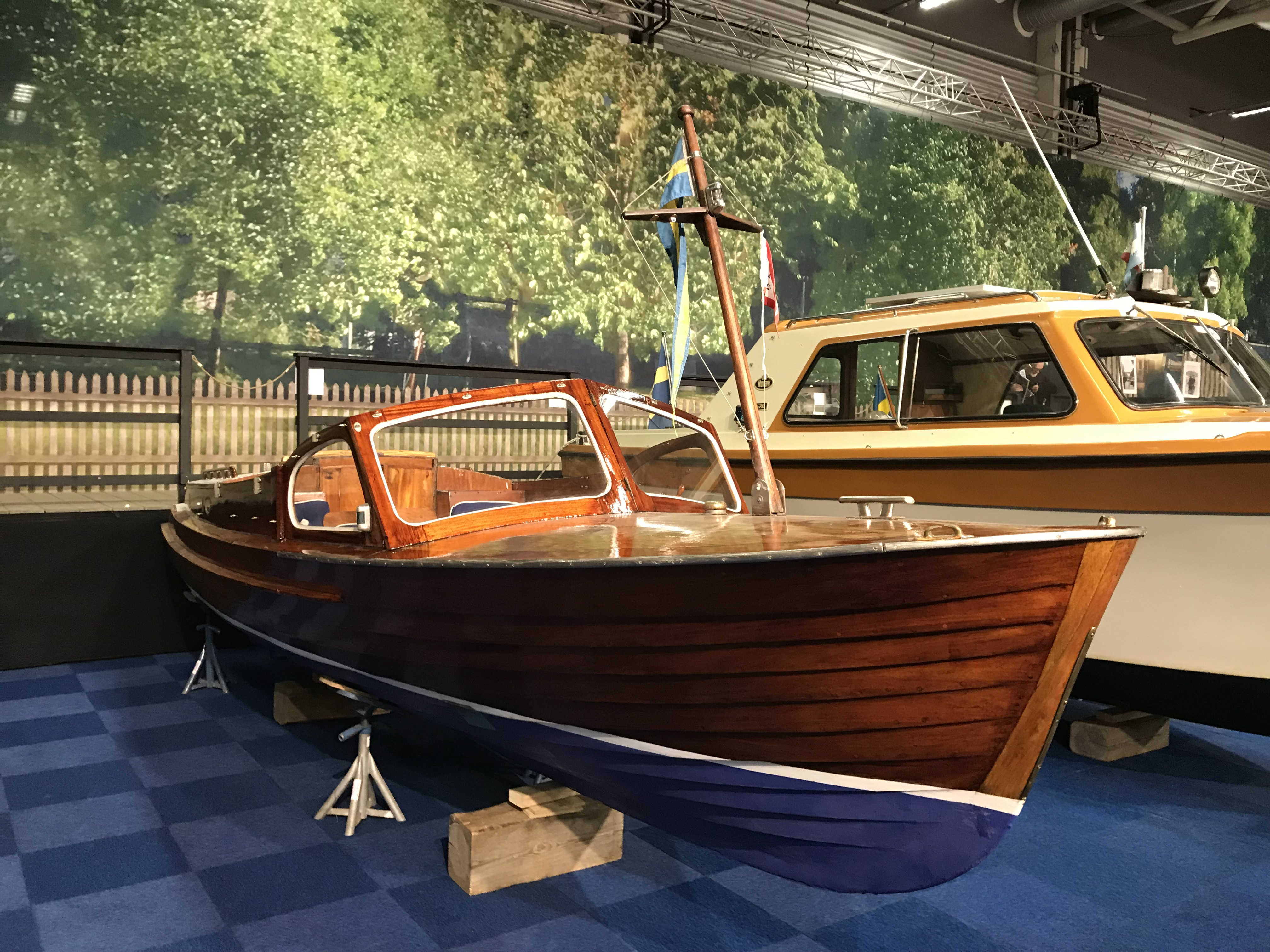
M/Y Drott. Längd 6,90 m, bredd 1,80 m. Konstruktör: Gunnar Skålén, Skåléns Båtbyggeri AB i Säffle. Båten bakom M/Y Drott är M/Y Frida, en Monark 670 konstruerad av Pelle Petterson
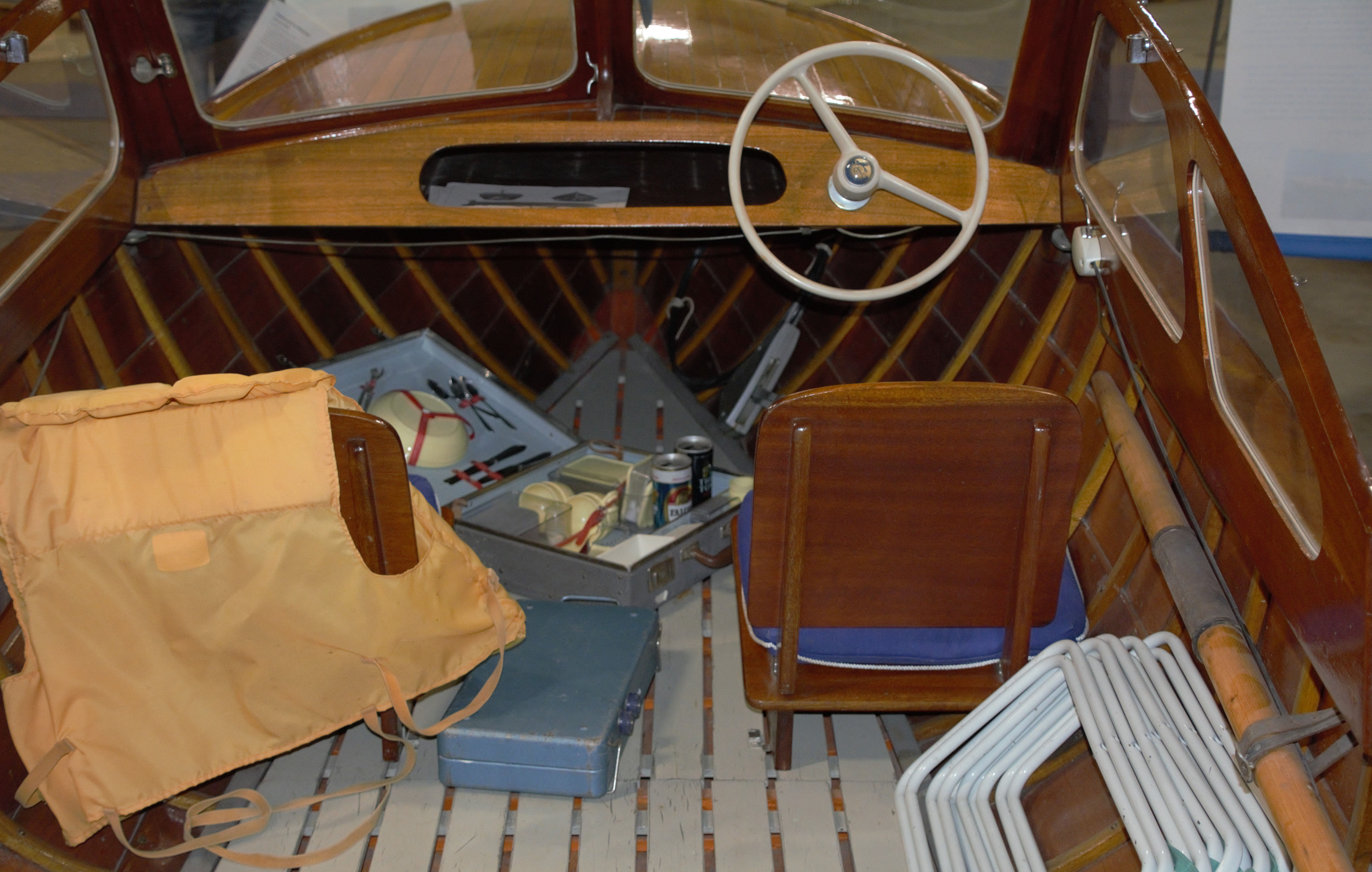
Interiör av campingbåt